# 川越ケーブルビジョン
川越ケーブルビジョン株式会社（かわごえケーブルビジョン）は、かつて埼玉県川越市に本社が存在し、有線テレビジョン放送法に基づいて有線テレビジョン放送（ケーブルテレビ）1局（1施設）を運営し、放送（テレビ、ラジオ）、通信（インターネット、IP電話）を業務していた、ジャパンケーブルネット株式会社（JCN）の連結子会社であった。呼称は「JCN川越」。
株式会社JCN関東（後にJ:COM北関東）に吸収合併され、現在はジェイコム埼玉・東日本の東上・川越事務所（局ブランド名 J:COM 東上・川越）として営業している。

## 沿革
- 1990年（平成2年）
  - 2月26日
    - 「川越ケーブルビジョン株式会社」が設立。
- 1991年（平成3年）
  - 4月9日
    - 有線テレビジョン放送施設設置許可取得。

  - 12月1日
    - 第1期工区開局。
- 1992年（平成4年）
  - 10月1日
    - 第2期工区開局。
- 1993年（平成5年）
  - 10月1日
    - 第3期工区開局。
- 2000年（平成12年）
  - 7月26日
    - 第一種電気通信事業許可取得。

  - 11月1日
    - インターネット接続サービス「小江戸ネット」を開始。
- 2001年（平成13年）
  - 5月1日
    - BSデジタル放送サービス（TM（複数TS伝送）方式）を開始。

  - 12月1日
    - アットホームジャパン株式会社（現：株式会社テクノロジーネットワークス）と提携し、「@NetHomeコンテンツサービス」を開始。
- 2002年（平成14年）
  - 3月1日
    - 第4期工区開局。

  - 4月1日
    - 株式会社パワードコム（現:KDDI株式会社）と提携し、「Powerbroad」を開始。

  - 9月1日
    - 霞ヶ関ショールームを「川越市霞ケ関東1丁目1番4号（霞ヶ関駅改札外）」に開設。
- 2004年（平成16年）
  - 2月29日
    - 霞ヶ関ショールームを閉店。

  - 4月1日
    - 第5期工区開局。

  - 7月1日
    - 地上デジタル放送サービス（64QAM方式）を開始。
    - デジタル多チャンネル放送サービス（ISDB-C（リマックス）方式）を開始[注 1]。
- 2005年（平成17年）
  - 2月1日
    - 050 IP電話サービス『小江戸IPフォン』を開始。

  - 5月9日
    - 株式会社パワードコムが「Powerbroad」終了に伴いサービス終了。

  - 12月1日
    - 地上デジタル放送サービス（OFDM方式）を同一周波数で開始。
- 2006年（平成18年）
  - 6月1日
    - 株式会社テプコケーブルテレビより事業エリア一部受入。
    - 第6期工区開局[注 2]。

  - 8月1日
    - HDD内蔵録画機能付きSTB「デジ録ダブル」を提供開始。
- 2007年（平成19年）
  - 7月1日
    - 地上デジタル放送で「KOEDOちゃんねる」および「市民チャンネル」を開始。

  - 9月30日
    - デジタルCATV放送での「KOEDOちゃんねる」および「市民チャンネル」の放送を終了。

  - 10月1日
    - 専用受信端末を用いた『緊急地震速報』を開始。
- 2008年（平成20年）
  - 2月28日
    - アナログ多チャンネル放送サービス終了。

  - 6月16日
    - 地域WiMAX無線局予備免許取得。
- 2009年（平成21年）
  - 4月1日
    - 親会社の株式会社テプコケーブルテレビが分割新設により分社化され、株式会社JCN関東が新設[2][3]。
    - 株式会社テプコケーブルテレビが保有する株式が、株式会社JCN関東に継承され移動[2][3]。
    - 株式会社テプコケーブルテレビが保有する株式会社JCN関東の全株式を、ジャパンケーブルネット株式会社へ譲渡。株式会社JCN関東がJCNグループに参画[2]。
    - 電源開発株式会社が、ジャパンケーブルネット株式会社に保有する株式を譲渡。間接保有含む95.83%になり、JCNグループに参画[2]。
    - 呼称を「JCN川越」に変更[注 3]。

  - 7月1日
    - 「JCN川越」を一部で使用開始。

  - 9月30日
    - 050 IP電話サービス『小江戸IPフォン』の新規販売をHFC方式エリアで終了。

  - 10月1日
    - 「JCN川越」を本格的に使用開始。
    - JCN統一サービス名称として『JCNテレビ』、『JCNインターネット』および『JCN電話』を制定し展開。
    - JCN統一サービスラインナップ導入。
    - HDD内蔵録画機能付きSTB「録りま専科」、DVD搭載HDD内蔵録画機能付きSTB「録りま専科DVD」を提供開始。
    - 双方向設置済みの「HDD内蔵STB」利用者向けに、リモート録画予約サービス『ケータイ録画予約』を開始。

  - 12月1日
    - 『JCN電話』として、KDDI株式会社のプライマリIP電話（0AB〜J IP電話）サービス「ケーブルプラス電話」を順次開始。
- 2010年（平成22年）
  - 4月1日
    - 地デジコミュニティチャンネルで「デジタル録画コピー制御」を運用開始。
    - JCN会員誌『JCN Plus』を創刊。

  - 5月1日
    - au携帯電話端末を販売開始。

  - 12月27日
    - 『JCNインターネット』利用者に限定し、UQ WiMAX端末を販売開始。
- 2011年（平成23年）
  - 3月1日
    - 地上放送の暫定的「デジアナ変換」を開始[4][5][6][7]。

  - 4月1日
    - 株式会社JCN関東に吸収合併され、会社解散[8]。

## 事業所
本支社
- 本社
  - 埼玉県川越市大字大仙波570番地

局舎
- 川越局
  - 埼玉県川越市大字大仙波570番地（本社敷地内）

## サービスエリア内自治体
- 埼玉県
  - 川越市

## 業務内容
基本サービス
1. JCNテレビ
  1. ケーブルテレビサービス[注 4]
  2. 双方向機能サービス（STBインターネット接続サービス）
  3. ケータイ録画予約（リモート番組録画予約）
2. JCNインターネット
  1. JCNet.ISP（インターネット接続サービス）
3. JCN電話
  1. ケーブルプラス電話[注 5]（プライマリ電話サービス）

付加サービス
- JCNケーブルテレビマガジン（JCNテレビ番組ガイド）
- JCN plus（会員誌）
- KOEDOちゃんねる（コミュニティチャンネル）
- 市民チャンネル（コミュニティチャンネル）
- 緊急地震速報（高度利用者向け地震速報）

### JCNテレビ

#### 主な配信チャンネル

##### テレビ
- 地上波テレビ放送のアナログ方式は、2015年3月末日までの予定で「デジアナ変換」による再送信を実施していた。
- 表中、「配信方式」欄の『部類』に関しては下記を参照。
  - 「PT」はパススルー方式。
  - 「TM」はトランスモジュレーション方式。
- 表中、『記号』に関しては下記を参照。
  - 「●」は視聴可能。
  - 「×」は視聴不可。
  - 「?」は不明。

- 2011年（平成23年）3月31日時点。

| リ モ コ ン キ \| ID | デジタル        | デジタル | デジタル | アナログ      | 放送局             | 備考 |
| リ モ コ ン キ \| ID | 三桁 チャンネル | 配信方式 | 配信方式 | デジアナ 変換 | 放送局             | 備考 |
| リ モ コ ン キ \| ID | 三桁 チャンネル | PT       | TM       | デジアナ 変換 | 放送局             | 備考 |
| -------------------- | --------------- | -------- | -------- | ------------- | ------------------ | ---- |
| 1                    | 011 012         | ●        | ●        | ●             | NHK総合・東京      |      |
| 2                    | 021 022 023     | ●        | ●        | ●             | NHK教育・東京      |      |
| 3                    | 031 032 033     | ●        | ●        | ●             | テレ玉             |      |
| 3                    | 031             | ×        | ●        | ×             | tvk                |      |
| 4                    | 041 042         | ●        | ●        | ●             | 日本テレビ         |      |
| 5                    | 051 052 053     | ●        | ●        | ●             | テレビ朝日         |      |
| 6                    | 061 062         | ●        | ●        | ●             | TBS                |      |
| 7                    | 071 072 073     | ●        | ●        | ●             | テレビ東京         |      |
| 8                    | 081 082 083     | ●        | ●        | ●             | フジテレビジョン   |      |
| 9                    | 091 092         | ●        | ●        | ×             | TOKYO MX           |      |
| 11                   | 111             | ●        | ●        | ●             | KOEDOちゃんねる    |      |
| 11                   | 112             | ●        | ●        | ×             | 市民チャンネル     |      |
| 12                   | 121 122 123     | ●        | ●        | ×             | 放送大学           |      |
| -                    | ×               | ×        | ×        | ●             | ショップチャンネル |      |
| -                    | ×               | ×        | ×        | ●             | QVC                |      |

##### ラジオ
- 2011年（平成23年）3月31日時点。

| MHz  | 放送局         | 備考 |
| ---- | -------------- | ---- |
| 77.1 | 放送大学       |      |
| 78.0 | bayfm          |      |
| 78.6 | FM-FUJI        |      |
| 79.5 | NACK5          |      |
| 80.1 | TOKYO FM       |      |
| 81.3 | J-WAVE         |      |
| 85.1 | NHKさいたま-FM |      |

## コミュニティチャンネル

### アナウンサー
- 坂井絵美
- 馬場亜紀子
- 水野潤子
- 佐藤大祐